# Centrale Brisay
La centrale Brisay est une centrale hydroélectrique érigée à l'exutoire du réservoir de Caniapiscau par la Société d'énergie de la Baie James pour le compte d'Hydro-Québec dans la région administrative du Nord-du-Québec, au Québec. Cette centrale, construite dans le cadre de la deuxième phase du projet de la Baie-James, a une puissance installée de 469 MW. Elle a été mise en service en 1993.

## Description

Carte générale de la région de l'aménagement Brisay.

La centrale Brisay est nommée en l'honneur de Jacques-René de Brisay, marquis de Denonville et gouverneur de la Nouvelle-France entre 1685 et 1689. L'aménagement est accessible par la route Transtaïga, construite durant la première phase.
Bien que la construction de l'ouvrage régulateur fasse partie des travaux décrits dans le complexe La Grande (1975), au sens de la Convention de la Baie James et du Nord québécois (CBJNQ), l'aménagement d'une centrale à cet endroit a fait l'objet de deux ententes supplémentaires entre Hydro-Québec, la Société d'énergie de la Baie James (SEBJ) et l'Administration régionale crie. 
La construction de la centrale est encadrée par deux ententes signées en 1986 : la Convention La Grande (1986), qui précise des mesures de correction et de compensation pour deux projets de transport d'électricité et trois centrales, dont celle de Brisay, et la Convention complémentaire no 7, qui amende le texte de la CBJNQ. Le préambule de la Convention complémentaire no 7, signée le 6 novembre 1986, indique d'ailleurs que les deux parties ne s'entendaient pas sur la question de la nécessité légale du consentement des Cris aux projets du réseau multiterminal à courant continu et des centrales LG-2-A et Brisay, mais qu'il était nécessaire dans le cas de La Grande-1.
D'autre part, le projet a nécessité l'émission d'un certificat d'autorisation en vertu de la Loi sur la qualité de l'environnement par le ministère de l'Environnement et de la Faune du Québec. Le certificat fixe les caractéristiques du projet, rend obligatoire les engagements du promoteur en matière de mesures d'atténuation et précise des mesures de suivi. Dans le cas de la centrale Brisay, ces mesures ont porté sur l'évolution physico-chimique de l'eau, les populations de poisson et la bioaccumulation de mercure dans la chair des poissons.

## Ouvrages

### L'ouvrage régulateur

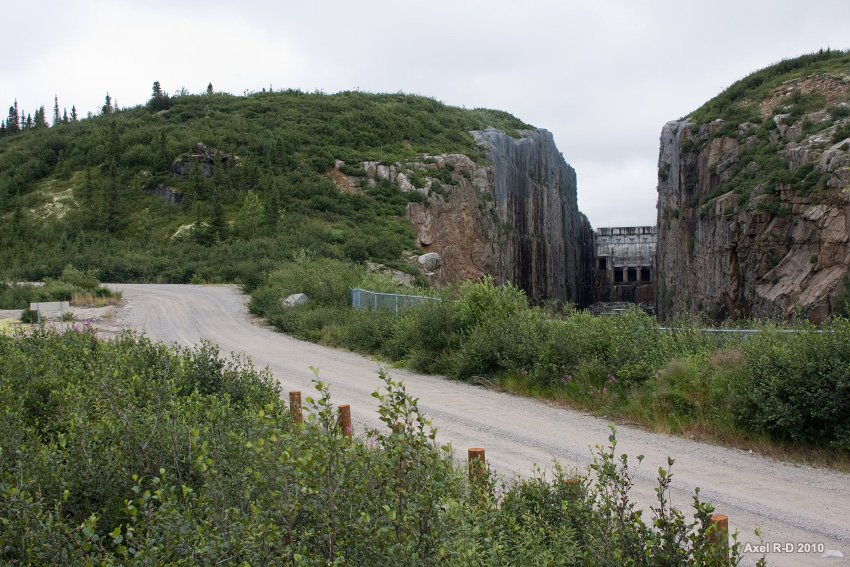
L'ouvrage régulateur, construit lors de la première phase sert maintenant d'évacuateur de crues pour la centrale.

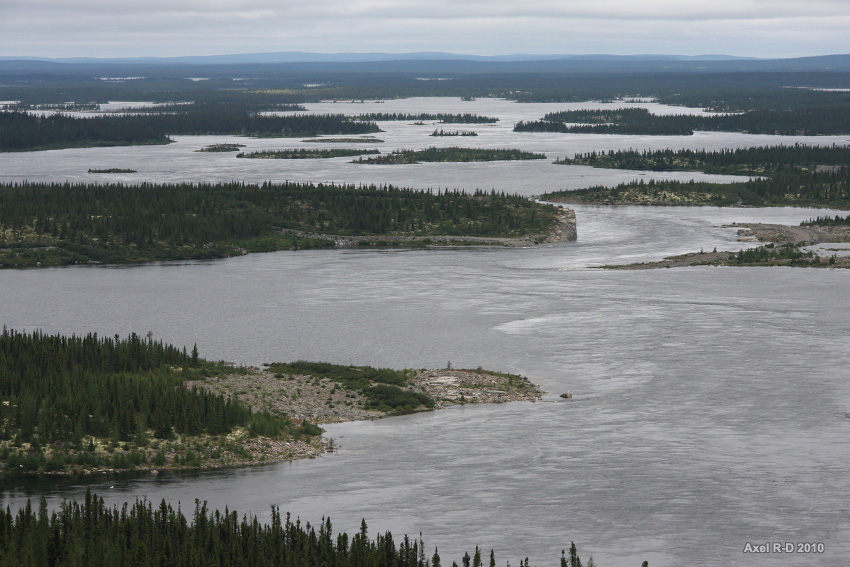
Le détournement Caniapiscau-Laforge, en aval de la centrale Brisay.

La centrale remplace un ouvrage régulateur, construit entre 1979 et 1982 dans le cadre de la première phase du Projet de la Baie-James. Érigé sur la rive nord du lac Brisay, entre les digues KB-17 et KB-18,, il est situé à l'extrémité nord-ouest du réservoir de Caniapiscau, 300 km à l'est de la centrale La Grande-4. Cette installation revêt une importance capitale pour l'ensemble du complexe hydroélectrique, puisqu'elle régule les débits vers l'aval du complexe. L'ouvrage de retenue permettait de transférer un débit maximum de 1 130 m3/s vers le bassin Fontanges, le détournement Laforge et les centrales en aval. 
| Niveau du réservoir (m) | Débit maximal (m³/s) |
| ----------------------- | -------------------- |
| 535,5                   | 1 130                |
| 526,2                   | 1 130                |
| 525,5                   | 1 040                |
| 522,6                   | 650                  |

Des études technico-économiques ont fixé des limites aux débits maximaux qui peuvent être soutirés en hiver par l'ouvrage régulateur Brisay. Ils atteignent régulièrement le débit d'équipement de l'ouvrage hydraulique. 
Compte tenu de d'éloignement, de rigueur du climat et du fonctionnement continuel, les concepteurs ont mis en place une solution robuste et d'entretien facile. La conception hydraulique limite la vitesse d'écoulement à 18 m/s pour réduire l'érosion des surfaces bétonnées ; l'ouvrage est chauffé pour assurer le fonctionnement des équipements par temps très froid ; les équipements et pertuis sont faciles d'accès et les niveaux d'eau en aval sont inférieurs aux seuils des vannes.
Une mini-centrale électrique temporaire de 2 000 kW a été aménagée dans une caverne attenante à la prise d'eau numéro 2 de la future centrale. Démantelée lors de la mise en service de la centrale permanente, elle comportait deux groupes, dotés chacun d'une turbine Kaplan, d'une vanne papillon, d'un alternateur de 1 305 kW et d'un frein à courant de Foucault refroidi à eau, qui absorbait la puissance excédentaire des groupes jusqu'à concurrence de 1 000 kW.

### La centrale

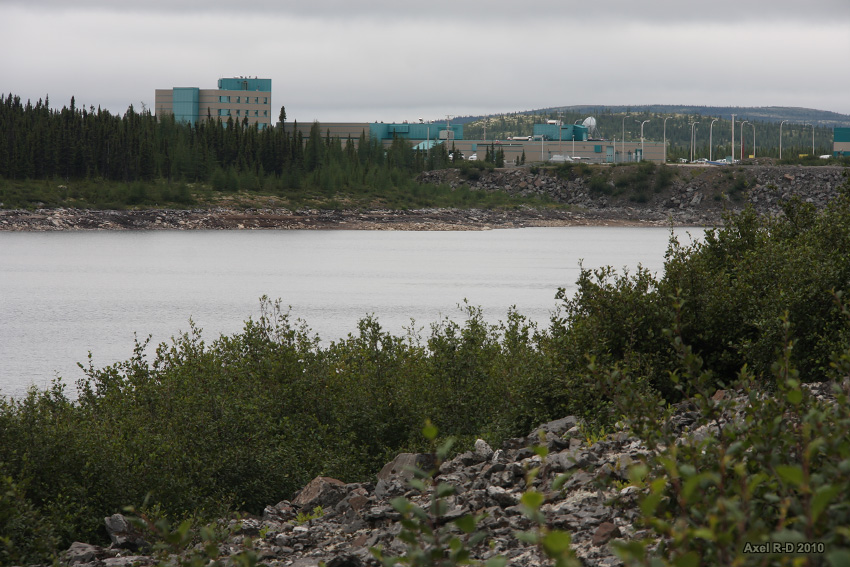
Hydro-Québec a construit un centre administratif et résidentiel à l'intention de son personnel en place dans ce poste isolé.

La hauteur de chute disponible sur le site, qui varie de 28  à   43 m selon le niveau du réservoir, ouvrait la possibilité de construire une centrale. La prise d'eau et les premiers 100 m de galeries d'amenée souterraines ont été construites au même moment que l'ouvrage régulateur.
La centrale hydroélectrique, d'une puissance de 469 MW, a été aménagée à cet endroit entre 1989 et 1993. Le calendrier de construction de la centrale a été devancé afin de répondre aux besoins énergétiques d'Hydro-Québec. La production annuelle moyenne de l'aménagement est estimée à 2,3 térawatts-heures. La construction d'une centrale permanente a modifié la fonction de l'ouvrage régulateur, qui ne sert plus maintenant que d'évacuateur de crues depuis la mise en service des deux groupes turbo-alternateurs. La centrale Brisay compte deux turbines Kaplan qui pèsent 300 tonnes chacune, soit environ l'équivalent de 50 éléphants d'Afrique
.